# أستر (عائلة صواريخ)
أستر (بالإنجليزية: Aster)‏ سلسلة صواريخ أستر، والتي تضم في المقام الأول على أستر 15 وأستر،30 هي عائلة من صواريخ أرض-جو تطلق عموديا. يتم تصنيعها من قبل أستر Eurosam ، وهي اتحاد الأوروبي التي تتكون من MBDA فرنسا، إيطاليا MBDA (مجتمعة 66٪)، ومجموعة تاليس (33٪). تم تصميم الصاروخ لاعتراض وتدمير مجموعة واسعة من التهديدات الجوية، مثل صواريخ كروز المضادة للسفن أسرع من الصوت على علو منخفض جدا (البحر القشط) [4] والطيران السريع، عالية الأداء الطائرات أو الصواريخ.
ويتم تشغيل أستر المقام الأول من قبل فرنسا، إيطاليا، والمملكة المتحدة، ويعتبر السلاح الرئيسي وعنصرا لا يتجزأ من نظام صواريخ الدفاع الجوي (PAAMS). وصواريخ أستر تزود به مدمرات تايب 45 وفرقاطات تايب هوارزين. وتزود به أيضا الفرقاطات الفرنسية والإيطالية من طراز(FREMM) متعددة الأغراض، ليست جزء من مجموعة الدفاع الجوي (PAAMS).
على الرغم من أن أستر 30 هو صاروخ مضاد للصواريخ الباليستية، ، فأن البديل أستر بلوك 2 BMD (بالإنجليزية: (B allistic M issile D efence))‏ من الصاروخ أستر 30، مع قدرة تصويب (Hit-ToKill) للصواريخ التي تعمل أو تطير خارج الغلاف الجوي، ويجري حاليا تطوير.

## المستخدمون
المملكة المتحدة
- البحرية الملكية البريطانية

 فرنسا
- البحرية الفرنسية
- القوات الجوية الفرنسية

 إيطاليا
- البحرية الإيطالية
- جيش إيطاليا

 سنغافورة
- القوات البحرية السنغافورية
- القوات الجوية السنغافورية

 السعودية
- القوات البحرية الملكية السعودية

 المغرب
- القوات البحرية الملكية المغربية

 الجزائر

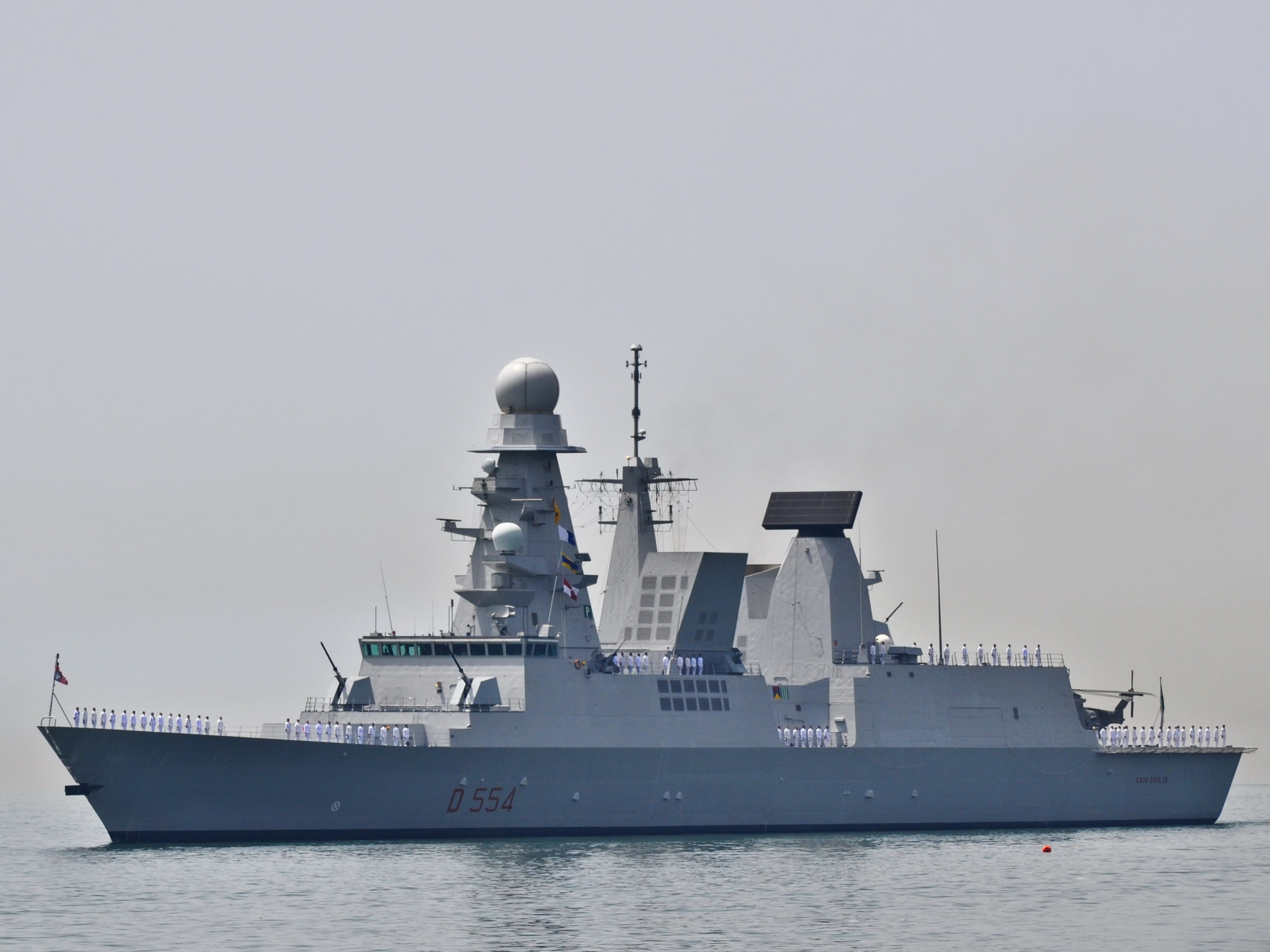
Italian Horizon-class frigate، Caio Duilio (D 554) equipped with the Sylver A-50 VLS and Aster 15 and 30 missiles.

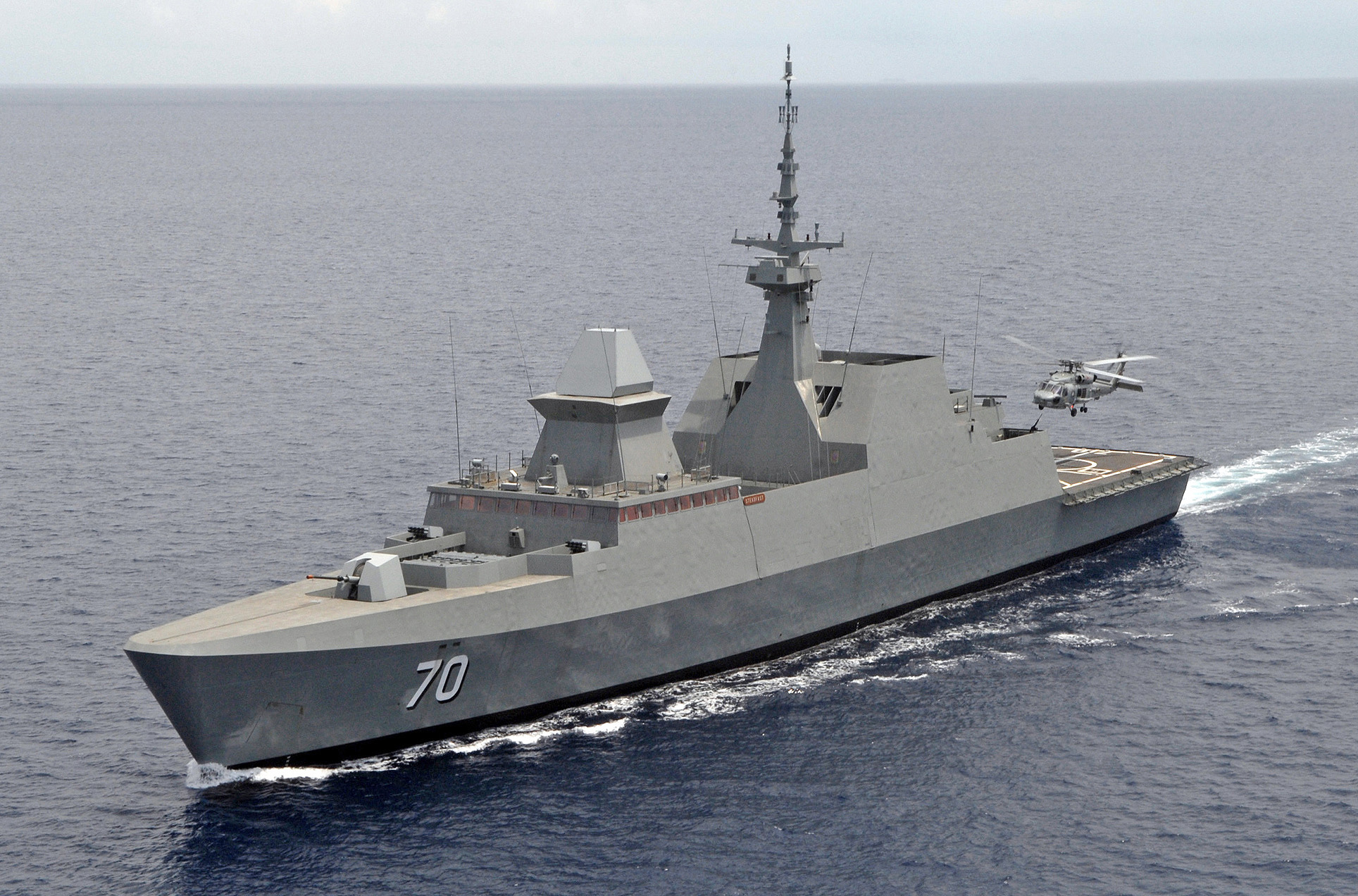
RSS Steadfast a Formidable class frigate of the القوات البحرية السنغافورية equipped with Aster 15 and 30 missiles.

- القوات البحرية الجزائرية قلعة بني عباس (سفينة) [7]

 مصر
- القوات البحرية المصرية[8]

## مشغلين محتملين
كندا
- القوات المسلحة الكندية[9]

 بولندا
- القوات المسلحة البولندية[10]

 تركيا
- القوات المسلحة التركية[11]

## وصلات خارجية
- Aster 30 SAMP/T – Surface-to-Air Missile Platform / Terrain on army-technology.com
- SAMP/T Aster 30 Mamba Surface-to-air defense missile system on armyrecognition.com
- Video - HMS Diamond fires Aster 30 missile، 2012
- MBDA Aster 15 & 30 PAAMS
- MBDA Aster 15 SAAM
- Eurosam Aster page